# 県道160号 (台湾)

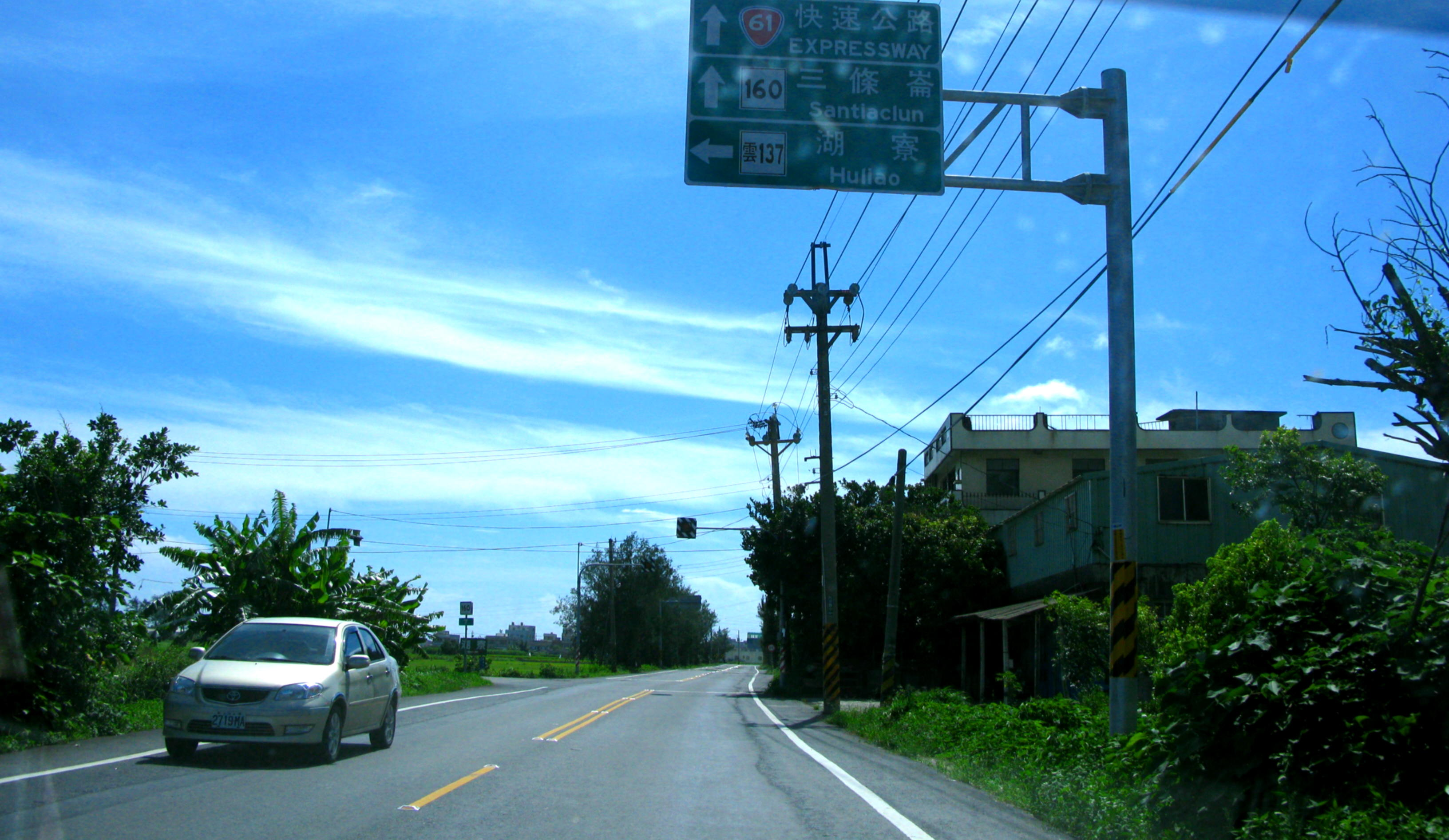
県道160号の景観

県道160号（けんどう160ごう）は、雲林県四湖郷から同県土庫鎮を結ぶ、全長22.693kmの台湾の県道である。

## 通過する自治体
- 雲林県
  - 四湖郷
  - 元長郷
  - 土庫鎮

## 接続する道路
- 台61線
- 台17線
- 県道155号
- 県道153号
- 台19線
- 県道145号

## 施設
- 四湖インターチェンジ
- 飛沙国中学校
- 飛沙国小学校